# Schnellfahrstrecke Hangzhou–Nanchang

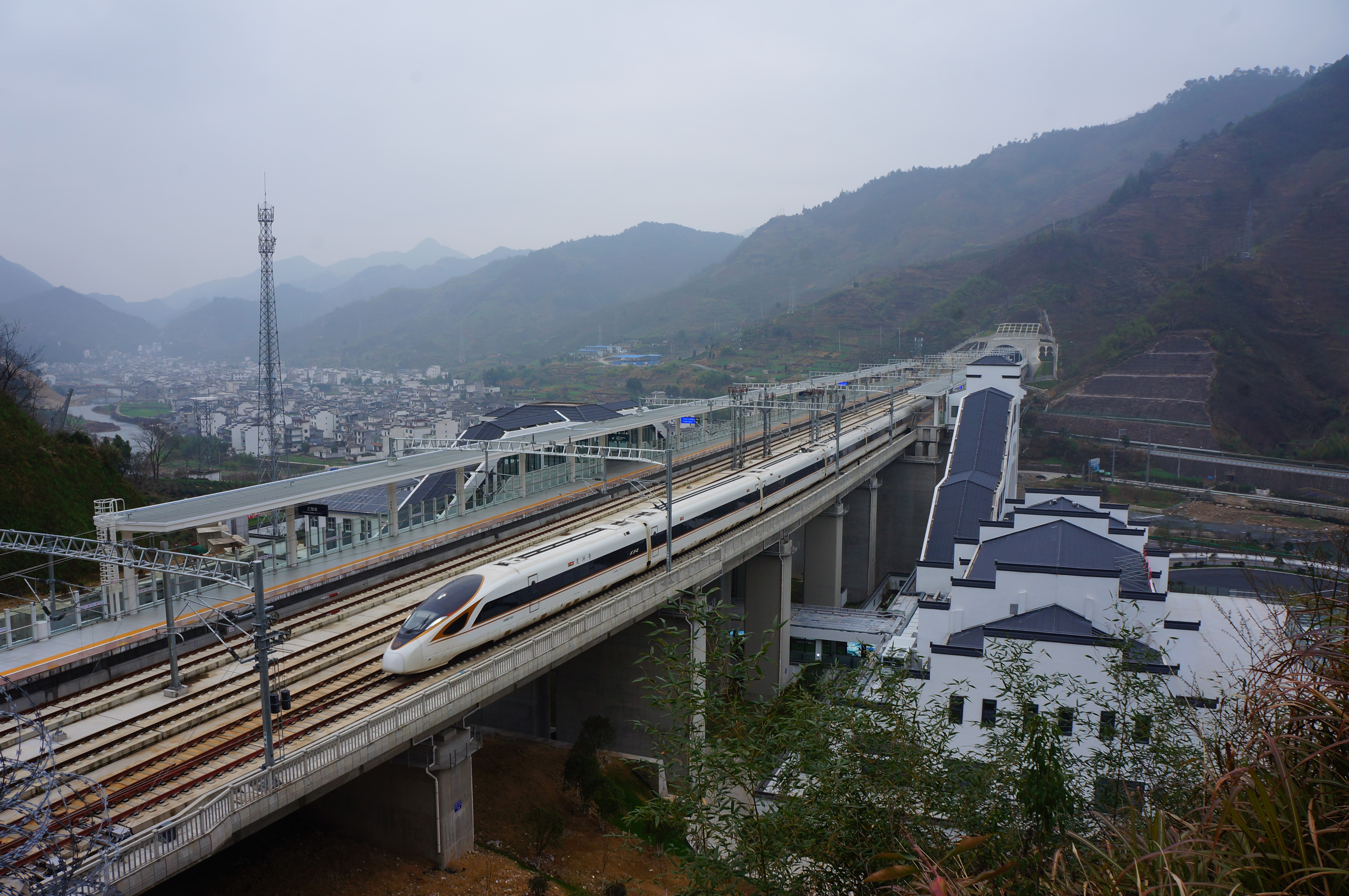
G7192 von Huangshanbei nach Nanjingnan

Die Bahnstrecke Hangzhou–Nanchang ist eine Schnellfahrstrecke in der Volksrepublik China zwischen den Städten Hangzhou in der Provinz Zhejiang und Nanchang, Hauptstadt der Provinz Jiangxi. Dabei durchquert sie auch die Provinz Anhui. Der östliche Abschnitt ist dem Betrieb übergeben, der westliche befindet sich im Bau.

## Geschichte
Der östliche Abschnitt der elektrifizierten Strecke wurde zwischen den Bahnhöfen Hangzhou Ost und Huangshan am 25. Dezember 2018 eröffnet. Dieser Abschnitt durchquert das Huang-Shan-Gebirge. Der westliche Abschnitt von Huangshan nach Nanchang soll 2022 in Betrieb gehen.

## Technische Parameter
Der 2018 eröffnete Streckenabschnitt ist durch den Verlauf im Gebirge geprägt. Er ist 287 km lang, für 250 km/h Höchstgeschwindigkeit ausgelegt, der Abstand zwischen den Gleisachsen beträgt 4,60 m und der minimale Kurvenradius 3500 m. Er weist 87 Tunnel mit einer Gesamtlänge von 140 km (knapp 49 % der Streckenlänge) auf. Der längste Tunnel misst mehr als 12 km.

## Verkehr
Der 2018 eröffnete Abschnitt hat eine hohe touristische Bedeutung, da das Huang Shan-Gebirge ein beliebtes Reiseziel ist. Zunächst verkehrten auf der Strecke 11 Zugpaare täglich, seit dem 19. Januar 2019 wurde das auf knapp 30 Zugpaare gesteigert. Die Fahrzeit zwischen den beiden vorläufigen Endbahnhöfen beträgt bei ohne Halt verkehrenden Zügen knapp 1 ½ Stunden. Eingesetzt werden die 16-teiligen Fuxing-Hochgeschwindigkeitszüge (CRH400AF/BF), die pro Einheit fast 1200 Sitzplätze bieten.